# Escola Parvulari La Sínia
L'Escola Parvulari La Sínia és una obra eclèctica de Cerdanyola del Vallès (Vallès Occidental) inclosa a l'Inventari del Patrimoni Arquitectònic de Catalunya.

## Descripció
Edifici aïllat, envoltat de jardí, que consta de planta baixa i dos pisos, amb semisoterrani. Situat al costat de la via del tren. La coberta és de teula a dues vessants, amb un ràfec sostingut per bigues de fusta. La façana del carrer de la Sínia té l'accés per un porxo amb sis columnes corínties (quatre d'exemptes i dues d'adossades) i una escala lateral de doble accés que sosté una terrassa. Tant a la planta baixa com al primer pis hi ha tres obertures rectangulars, les del nivell inferior amb motllura simple i les del nivell superior amb motllura esglaonada. La resta de façanes mostren una tipologia similar. A la part que dona a la via del tren, al carrer d'Adam i Eva, hi ha un cos sobresortint de planta poligonal, amb terrassa superior delimitada per balustres, a l'altura del primer pis.